# Kanzel St-Denis (Beton-Bazoches)

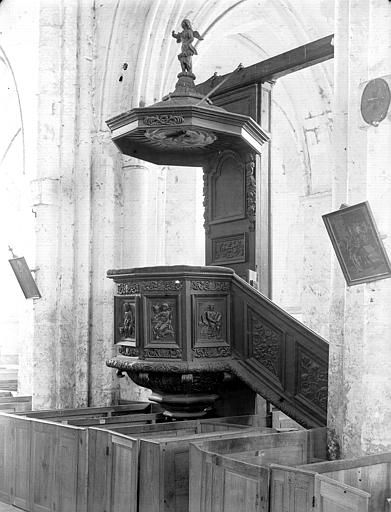
Kanzel in Beton-Bazoches

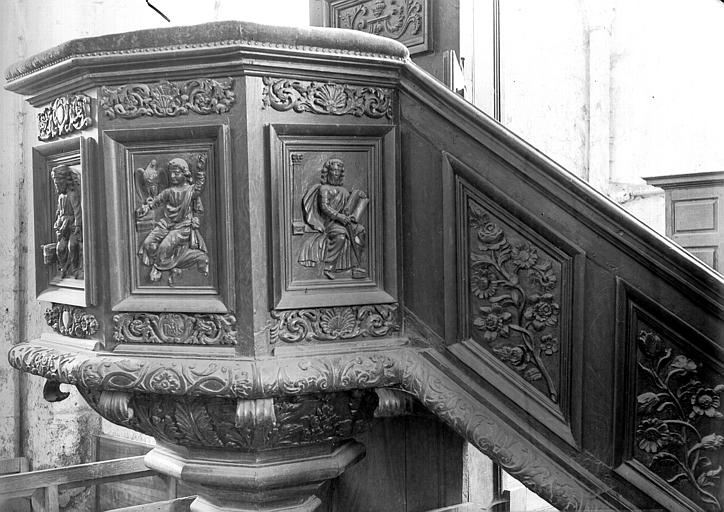
Schnitzereien am Kanzelkorb und am Aufgang

Die Kanzel in der Kirche St-Denis in Beton-Bazoches, einer französischen Gemeinde im Département Seine-et-Marne in der Region Île-de-France, wurde im 17. Jahrhundert von einer unbekannten Werkstatt geschaffen.
Im Jahr 1905 wurde die hölzerne Kanzel als Monument historique in die Liste der geschützten Objekte (Base Palissy) in Frankreich aufgenommen.
Der Kanzelkorb hat sechs 50 × 43 cm große Paneele mt geschnitzten Darstellungen: Maria, Christus und die vier Evangelisten.
Der Kanzelaufgang hat ebenfalls geschnitzte Paneele mit floralen Motiven. Die Tür zum Aufgang ist mit einem Papstwappen geschmückt.
Der achteckige Schalldeckel wird von der Holzskulptur eines Engels bekrönt.